# Chronologie der Diadochenkriege

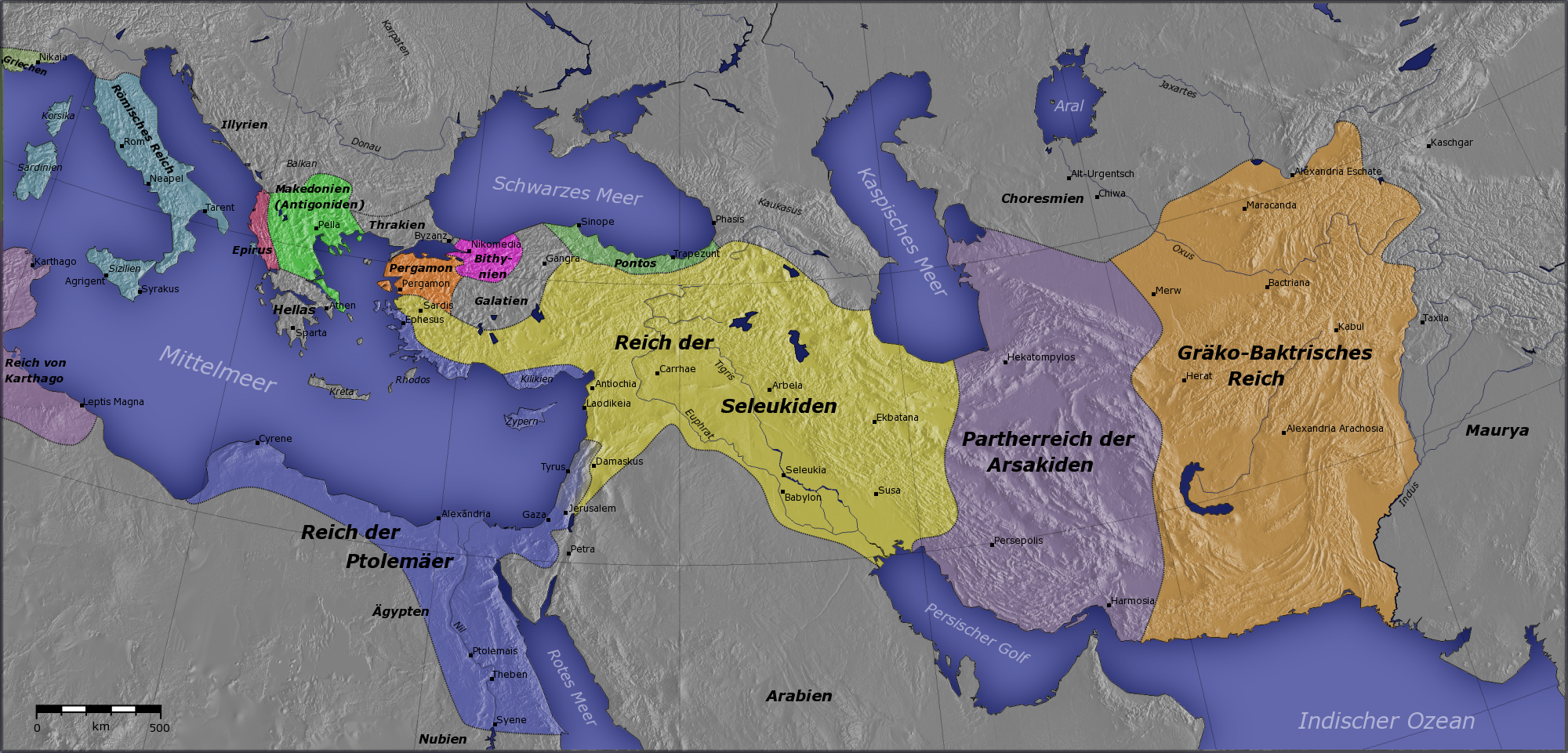
Die hellenistische Staatenwelt als Erbe des Alexanderreichs nach dem Ende der Diadochenkriege

Die Chronologie der Diadochenkriege gibt in Form einer Zeittafel einen Überblick über die wichtigsten Ereignisse der Diadochenkriege, also der jahrzehntelangen Abfolge militärischer Konflikte in Asien und Europa, die nach dem Tod Alexanders des Großen 323 v. Chr. unter den Diadochen ausgebrochen waren. Die Gefährten Alexanders kämpften in diesen Kriegen um dessen Nachfolge (griechisch: diadochē) in dem von ihm eroberten Weltreich bzw. um die Aufteilung dieses Reichs. Im Endergebnis dieser Kriege fiel das „Alexanderreich“ auseinander und es entstand die hellenistische Staatenwelt der östlichen Mittelmeerregion.
Die Begriffe Diadochenkrieg und Diadochenkampf werden auch im übertragenen Sinn für Konflikte unter (eher weniger begabten) Nachfolgern verwendet.

## Akteure
| Königsfamilie | Führende Diadochen | Nachgeordnete Diadochen |
| --- | --- | --- |
| König Philipp III. Arrhidaios, Halbbruder Alexanders König Alexander IV. Aigos, Sohn Alexanders Olympias, Mutter Alexanders Roxane, erste Frau Alexanders Stateira, zweite Frau Alexanders Barsine, Mätresse Alexanders Herakles, unehelicher Sohn Alexanders Kynane, Schwester Alexanders Kleopatra, Schwester Alexanders Thessalonike, Schwester Alexanders Eurydike, Frau Philipps III. | Antipatros Perdikkas Krateros Antigonos Monophthalmos Eumenes Polyperchon Ptolemaios Lysimachos Seleukos Kassander, Sohn des Antipatros Demetrios Poliorketes, Sohn des Antigonos Pyrrhos | Meleagros Alketas, Bruder des Perdikkas Leonnatos Kleitos der Weiße Arrhidaios Peithon Antigenes Peukestas Asandros Phoinix Nikanor Ophellas Alexander, Sohn des Polyperchon Telesphoros, Neffe des Antigonos Ptolemaios, Neffe des Antigonos Menelaos, Bruder des Ptolemaios |

## Vorlauf
| Zeit                 | Asien |                                       | Europa |
| -------------------- | --- | ------------------------------------- | --- |
| 10. Juni 323 v. Chr. | Alexander der Große stirbt in Babylon | Alexander der Große stirbt in Babylon | Alexander der Große stirbt in Babylon |
| Sommer 323 v. Chr.   | - Nachfolgestreit im alexandrinischen Heer: die Infanterie unter Meleagros proklamiert Philipp III. Arrhidaios zum König gegen den Willen der Kavallerie unter Perdikkas - Perdikkas schaltet Meleagros aus und wird als alleiniger Oberbefehlshaber und Reichsregent anerkannt - Reichsordnung von Babylon: Perdikkas setzt u. a. Ptolemaios in Ägypten und Lysimachos in Thrakien als Statthalter ein; Leonnatos, Antigonos und Eumenes werden mit der Eroberung Kappadokiens beauftragt - Roxane ermordet Stateira - Krateros marschiert mit den Veteranen weiter nach Europa |                                       | - Lamischer Krieg: Die Griechen unter Athen erheben sich gegen die makedonische Hegemonie unter Antipatros                                                                                             |
| Spätjahr 323 v. Chr. | - Leonnatos marschiert nach Europa - Antigonos verweigert sich den Befehlen Perdikkas’ - Oktober: Alexander IV. Aigos wird geboren |                                       | - Die Griechen besetzen die Thermopylen und stoßen nach Thessalien vor - Antipatros verschanzt sich in Lamia und wird dort belagert                                                                    |
| Frühjahr 322 v. Chr. | - Perdikkas zieht mit dem Heer in das östliche Kleinasien - Eumenes erobert Kappadokien |                                       | - Schlacht bei Lamia: Die Griechen besiegen Leonnatos (†) - Antipatros kann aus Lamia entkommen |
| Sommer 322 v. Chr.   | - Kynane zieht nach Kleinasien und wird von Alketas ermordet - Perdikkas muss die Ehe der Eurydike mit Philipp III. Arrhidaios akzeptieren - Perdikkas stimmt einer Ehe mit einer Tochter des Antipatros zu - Ptolemaios besetzt Kyrene und setzt Ophellas als Statthalter ein |                                       | - Antipatros vereint sich mit Krateros - Seeschlacht bei Amorgos: Kleitos der Weiße besiegt die Griechen - 6. August Schlacht von Krannon: Trotz eines Patts müssen sich die Griechen geschlagen geben |
| Spätjahr 322 v. Chr. | - Alexander IV. Aigos wird zum König proklamiert - Perdikkas unterwirft die Pisidier |                                       | - Antipatros besetzt Piräus; Demosthenes begeht Selbstmord - Zug der Makedonen gegen die Aitolier - Aristoteles stirbt                                                                                 |
| Frühjahr 321 v. Chr. | - Kleopatra erscheint in Sardes und bietet sich Perdikkas zur Ehe an - Antigonos flieht nach Europa - Ptolemaios lässt den Leichenzug Alexanders nach Ägypten umleiten |                                       | - Antigonos erscheint in Makedonien und unterrichtet Antipatros von einer bevorstehenden Königserhebung des Perdikkas                                                                                  |

## Erster Diadochenkrieg
| Konstellation: Antipatros, Krateros, Ptolemaios versus Perdikkas | |  | |
| Zeit                                                             | Asien |  | Europa |
| Sommer 321 v. Chr.                                               | |  | - Antipatros, Krateros und Ptolemaios verbünden sich gegen Perdikkas - Rom unterliegt den Samniten in der Schlacht an den Kaudinischen Pässen |
| Herbst 321 v. Chr.                                               | |  | - Antipatros und Krateros beginnen ihren Marsch nach Asien - Polyperchon besiegt die Aitolier in Thessalien                                   |
| Frühjahr 320 v. Chr.                                             | - Perdikkas marschiert mit dem Reichsheer nach Ägypten - Antipatros folgt ihm durch Kleinasien - Schlacht am Hellespont: Eumenes besiegt Krateros (†) - Perdikkas scheitert am Nil mit dem Übergang und wird von eigenen Offizieren ermordet - Ptolemaios übernimmt das Reichsheer und zieht nach Syrien |  | |

## Kampf gegen die Perdikkaner
| Konstellation: Antigonos versus Alketas, Eumenes | |  |                                                                                       |
| Zeit                                             | Asien |  | Europa                                                                                |
| Sommer 320 v. Chr.                               | - Konferenz von Triparadeisos: Antipatros wird als neuer Reichsregent anerkannt; Antigonos wird zum Oberbefehlshaber in Asien ernannt; Seleukos wird Statthalter von Babylon; Eumenes und Alketas werden geächtet |  |                                                                                       |
| Herbst 320 v. Chr.                               | - Antipatros und die Königsfamilie ziehen nach Europa - Eumenes weicht vor ihm nach Kappadokien aus - Alketas schlägt Asandros in Karien, verweigert aber ein Bündnis mit Eumenes                                 |  |                                                                                       |
| Frühjahr 319 v. Chr.                             | - Schlacht von Orkynia: Antigonos schlägt Eumenes |  |                                                                                       |
| Sommer 319 v. Chr.                               | - Belagerung von Nora: Antigonos schließt Eumenes in einer Bergfestung ein - Schlacht von Kretopolis: Antigonos besiegt Alketas (†)                                                                               |  |                                                                                       |
| Herbst 319 v. Chr.                               | - Arrhidaios bemächtigt sich Kyzikos |  | - Antipatros stirbt in Makedonien; Polyperchon wird sein testamentarischer Nachfolger |
| Frühjahr 318 v. Chr.                             | - Antigonos vertreibt Arrhidaios aus Kyzikos - Ptolemaios bemächtigt sich Syriens und Phöniziens |  |                                                                                       |

## Zweiter Diadochenkrieg
| Konstellation: Kassander, Antigonos versus Polyperchon, Eumenes | |  | |
| Zeit                                                            | Asien |  | Europa |
| Sommer 318 v. Chr.                                              | - Kassander erscheint in Asien und verbündet sich mit Antigonos gegen Polyperchon - Eumenes darf aus Nora abziehen und verbündet sich sofort mit Polyperchon - Eumenes bemächtigt sich in Kilikien der „Silberschilde“ und eines Teils des Alexanderschatzes - Eumenes besetzt Phönizien und baut eine Flotte |  | |
| Spätjahr 318 v. Chr.                                            | |  | - Polyperchon zieht vor Athen - Nikanor, Kommandant des Piräus, schließt sich Polyperchon nicht an, sondern bleibt auf Seiten Kassanders |
| Frühjahr 317 v. Chr.                                            | |  | - Kassander segelt in den Piräus ein |
| Sommer 317 v. Chr.                                              | - Nach dem Sieg bei Byzantion wendet sich Antigonos gegen Eumenes |  | - Polyperchon zieht auf den Peloponnes und proklamiert die Freiheit der Griechen gegen Kassander - Belagerung von Megalopolis: Polyperchon scheitert gegen die Kassander-treue Stadt - Schlacht von Byzantion: Nikanor und Antigonos besiegen Kleitos den Weißen (†) - Kassander lässt Nikanor hinrichten |
| Spätjahr 317 v. Chr.                                            | - Eumenes’ Flotte geht zu Antigonos über - Eumenes zieht in Mesopotamien ein; Seleukos und Peithon verweigern sich ihm |  | - Athen unter Demetrios von Phaleron bekennt sich zu Kassander - Kassander wird von Eurydike zum Regenten ernannt - Olympias lässt Eurydike und Philipp III. Arrhidaios ermorden - Polyperchon besetzt die Thermopylen - Kassander umgeht ihn auf dem Seeweg und belagert Olympias in Pella               |
| Frühjahr 316 v. Chr.                                            | - Eumenes zieht in Susa ein und verbündet sich mit den Statthaltern der oberen Provinzen unter Peukestas |  | - Sieg Kassanders: Olympias ergibt sich und wird hingerichtet; Alexander IV. Aigos und Roxane werden in Hausarrest genommen, Polyperchon zieht sich auf den Peloponnes zurück |
| Sommer 316 v. Chr.                                              | - Juni/Juli: Schlacht am Kopratas: Eumenes schlägt Antigonos |  | - Kassander heiratet Thessalonike und gründet Kassandreia - auf Sizilien bemächtigt sich Agathokles der Herrschaft über Syrakus |
| Spätjahr 316 v. Chr.                                            | - Schlacht von Paraitakene: Patt zwischen Eumenes und Antigonos - Schlacht von Gabiene: Patt zwischen Eumenes und Antigonos - Eumenes wird von eigenen Offizieren an Antigonos verraten und stirbt in dessen Gefangenschaft                                                                                   |  | |

## Dritter Diadochenkrieg
| Konstellation: Kassander, Ptolemaios, Lysimachos versus Antigonos, Demetrios, Polyperchon | | | |
| Zeit                                                                                      | Asien | | Europa |
| Frühjahr 315 v. Chr.                                                                      | - Antigonos ist Herr von Asien: Peithon wird hingerichtet, Peukestas abgesetzt, Seleukos flieht nach Ägypten | | |
| Sommer 315 v. Chr.                                                                        | | | - Rom unterliegt den Samniten in der Schlacht von Lautulae |
| Spätjahr 315 v. Chr.                                                                      | - November: Antigonos zieht sich in Kilikien in das Winterlager zurück - Kassander, Lysimachos und Ptolemaios setzten Antigonos ein Ultimatum zur Aufteilung seines Herrschaftsgebiets                                           | | |
| Frühjahr 314 v. Chr.                                                                      | - Antigonos entsendet Aristodemos nach Griechenland, der ein Bündnis mit Polyperchon vereinbart - Antigonos marschiert in Phönizien ein und beginnt die Belagerung von Tyros                                                     | | |
| Sommer 314 v. Chr.                                                                        | - Antigonos erobert Joppe und Gaza - Ptolemaios der Neffe schlägt einen Invasionsversuch Kassanders in Kleinasien zurück | | - Seleukos führt Seeoperationen in der Ägäis gegen Antigonos durch - Kassander zieht durch Thessalien und Böotien auf den Peloponnes - Lysimachos erobert Odessos |
| Spätjahr 314 v. Chr.                                                                      | - Proklamation von Tyros: Antigonos lässt sich die formelle Reichsregentschaft von Polyperchon übertragen, Kassander wird zum Reichsfeind erklärt, die Freiheit der Griechen wird gefordert - Ptolemaios bemächtigt sich Zyperns | | - Gegenoffensive Alexanders und des Aristodemos auf dem Peloponnes |
| Frühjahr 313 v. Chr.                                                                      | - Ptolemaios der Neffe schlägt Asandros und Prepelaos | | - Kassander in Messenien |
| Sommer 313 v. Chr.                                                                        | - Tyros ergibt sich Antigonos - Ptolemaios verbündet sich mit Asandros | | - Kassander zieht gegen die Aitolier und Illyrer - Athen führt eine Seeoperation gegen Lemnos aus, scheitert aber gegen Dioskourides - Antigonos als Hegemon des neugegründeten Nesiotenbunds Herr der Ägäis - Alexander geht auf die Seite Kassanders über - Aristodemos gewinnt die Aitolier als Alliierte und vertreibt Alexander vom Peloponnes - Alexander wird ermordet |
| Spätjahr 313 v. Chr.                                                                      | - Antigonos zieht nach Kleinasien und entsendet Telesphoros nach Griechenland - Demetrios wird zum Statthalter in Syrien ernannt - Asandros unterwirft sich Antigonos und übergibt ihm Karien                                    | | - Lysimachos unterwirft die Odrysen unter Seuthes III. - Aiakides von Epiros fällt in Aitolien gegen ein Heer Kassanders; der junge Pyrrhos wird zu den Illyrern gerettet - Seeschlacht von Oreos: Telesphoros und Medios besiegen Kassander |
| Frühjahr 312 v. Chr.                                                                      | - Antigonos entsendet seinen Neffen Ptolemaios nach Griechenland | | - Offensive Kassanders in Thessalien und auf Euböa |
| Sommer 312 v. Chr.                                                                        | - Byzantion erklärt sich Antigonos gegenüber für neutral - Ptolemaios beseitigt die Stadtkönige von Zypern und schlägt eine Revolte in Kyrene nieder                                                                             | | - Ptolemaios der Neffe befreit Chalkis und Oropos, marschiert durch Attika, Böotien und Lokris |
| Spätjahr 312 v. Chr.                                                                      | - Schlacht von Gaza: Ptolemaios besiegt Demetrios - Ptolemaios besetzt Phönizien und belagert Tyros | | |
| Frühjahr 311 v. Chr.                                                                      | - Demetrios besiegt Killas bei Myus - Antigonos marschiert nach Syrien; Ptolemaios zieht sich nach Ägypten zurück - Mai: Seleukos zieht in Babylon ein; Beginn der seleukidischen Ära                                            | | - Telesphoros sagt sich von Antigonos los, wird aber von Ptolemaios dem Neffen gefangen genommen - Alketas II. von Epeiros wird von einem Heer Kassanders vor Eurymenai geschlagen - Kassander scheitert vor Apollonia |
| Sommer 311 v. Chr.                                                                        | - Demetrios zieht gegen die Nabatäer - Demetrios marschiert gegen Babylon - Seleukos besiegt Nikanor am Tigris und erobert Ekbatana und Susa                                                                                     | | |
| Spätjahr 311 v. Chr.                                                                      | Diadochenfrieden: Antigonos, Kassander, Ptolemaios und Lysimachos vereinbaren einen Frieden und erkennen sich in ihren Territorien an                                                                                            | Diadochenfrieden: Antigonos, Kassander, Ptolemaios und Lysimachos vereinbaren einen Frieden und erkennen sich in ihren Territorien an | Diadochenfrieden: Antigonos, Kassander, Ptolemaios und Lysimachos vereinbaren einen Frieden und erkennen sich in ihren Territorien an |

## Babylonischer Krieg
| Konstellation: Antigonos, Demetrios versus Seleukos | |  | |
| Zeit                                                | Asien |  | Europa |
| Frühjahr 310 v. Chr.                                | - Seleukos verdrängt Demetrios aus Babylon |  | |
| Sommer 310 v. Chr.                                  | - August: Antigonos zieht gegen Babylon |  | - Kassander lässt Alexander IV. Aigos und Roxane ermorden, womit das makedonische Königtum endet - Agathokles von Syrakus unterliegt Karthago in der Schlacht am Himeras - Rom schlägt die Etrusker in der ersten Schlacht am Vadimonischen See |
| Spätjahr 310 v. Chr.                                | |  | - Polyperchon proklamiert Herakles zum König - Agathokles von Syrakus setzt nach Afrika über |
| Frühjahr 309 v. Chr.                                | - März: Antigonos wird aus Babylon zurückgeschlagen - Seleukos besiegt Antigonos in einer Feldschlacht                                                                                         |  | |
| Sommer 309 v. Chr.                                  | - Phoinix revoltiert gegen Antigonos |  | - Polyperchon schließt Frieden mit Kassander und ermordet Herakles und Barsine - Ptolemaios der Neffe sagt sich von Antigonos los - Agathokles von Syrakus besetzt das Umland von Karthago                                                      |
| Spätjahr 309 v. Chr.                                | - Ptolemaios greift Städte entlang der kleinasiatischen Küste an - Antigonos gibt Babylon und alle Provinzen östlich des Euphrat zugunsten des Seleukos auf - Seleukos zieht nach Zentralasien |  | - Ptolemaios ermordet auf Kos den Neffen des Antigonos |

## Vierter Diadochenkrieg
| Konstellation: Kassander, Ptolemaios, Lysimachos, Seleukos versus Antigonos, Demetrios | |                                                                                    | |
| Zeit                                                                                   | Asien |                                                                                    | Europa |
| Frühjahr 308 v. Chr.                                                                   | - Gegenoffensive des Demetrios in Kleinasien gegen Ptolemaios - Phoinix wird unterworfen |                                                                                    | - Lysimachos gründet Lysimacheia |
| Sommer 308 v. Chr.                                                                     | - Antigonos lässt Kleopatra ermorden - Ophellas verbündet sich mit Agathokles von Syrakus zum Kampf gegen Karthago, wird von diesem aber verraten und getötet                                                                                              |                                                                                    | - Ptolemaios bemächtigt sich Sikyons und Korinths |
| Spätjahr 308 v. Chr.                                                                   | |                                                                                    | |
| Frühjahr 307 v. Chr.                                                                   | |                                                                                    | - Agathokles kehrt nach Syrakus zurück und beendet dessen Blockade durch Karthago                                                                            |
| Sommer 307 v. Chr.                                                                     | - Antigonos entsendet Demetrios nach Griechenland |                                                                                    | - 10. Juni: Demetrios riegelt den Munychia ab - Demetrios befreit Megara - Demetrios besetzt den Munychia, zieht in Athen ein und restauriert die Demokratie |
| Spätjahr 307 v. Chr.                                                                   | - Antigonos gründet in Syrien Antigoneia |                                                                                    | - das Heer des Agathokles meutert in Afrika und kapituliert gegenüber Karthago                                                                               |
| Frühjahr 306 v. Chr.                                                                   | - Antigonos lässt sich in Antigoneia zum König des ungeteilten Alexanderreichs proklamieren |                                                                                    | - Schlacht von Salamis: Demetrios siegt zu Land und zu See über Ptolemaios und erobert Zypern                                                                |
| Sommer 306 v. Chr.                                                                     | |                                                                                    | - in Epiros wird Pyrrhos als König eingesetzt |
| Herbst 306 v. Chr.                                                                     | - Offensive gegen Ägypten: Antigonos scheitert am Nilübergang und zieht sich nach Syrien zurück |                                                                                    | - Agathokles von Syrakus schließt einen Frieden mit Karthago                                                                                                 |
| Frühjahr 305 v. Chr.                                                                   | Kassander, Ptolemaios, Lysimachos und Seleukos nehmen ebenfalls den Königstitel an | Kassander, Ptolemaios, Lysimachos und Seleukos nehmen ebenfalls den Königstitel an | Kassander, Ptolemaios, Lysimachos und Seleukos nehmen ebenfalls den Königstitel an                                                                           |
| Sommer 305 v. Chr.                                                                     | |                                                                                    | - Demetrios nimmt die Belagerung von Rhodos auf - Rom besetzt Bovianum und annektiert Kampanien                                                              |
| Spätjahr 305 v. Chr.                                                                   | |                                                                                    | |
| Frühjahr 304 v. Chr.                                                                   | |                                                                                    | - Offensive Kassanders gegen Aitolien und Athen - Agathokles von Syrakus nimmt den Königstitel an                                                            |
| Sommer 304 v. Chr.                                                                     | |                                                                                    | - Demetrios bricht die Belagerung von Rhodos ab und kehrt nach Griechenland zurück - Demetrios befreit die Chalkidiki und Böotien, Allianz mit Aitolien      |
| Spätjahr 304 v. Chr.                                                                   | |                                                                                    | - der Koloss von Rhodos wird errichtet |
| Frühjahr 303 v. Chr.                                                                   | |                                                                                    | |
| Sommer 303 v. Chr.                                                                     | - Seleukos veräußert Gedrosien, Arachosien, Gandhara und Paropamisaden an Chandragupta für 500 Kriegselefanten |                                                                                    | |
| Spätjahr 303 v. Chr.                                                                   | |                                                                                    | - Demetrios zerstört Sikyon und gründet Demetrias - Demetrios erobert Korinth und Orchomenos                                                                 |
| Frühjahr 302 v. Chr.                                                                   | |                                                                                    | |
| Sommer 302 v. Chr.                                                                     | |                                                                                    | - Demetrios erneuert den Korinthischen Bund zum Kampf gegen Kassander                                                                                        |
| Spätjahr 302 v. Chr.                                                                   | - Lysimachos überschreitet den Hellespont und operiert in Kleinasien gegen Antigonos - Phoinix, Dokimos und Philetairos gehen auf die Seite Lysimachos’ über - Antigonos marschiert von Syrien nach Kappadokien, zieht sich dort in das Winterlager zurück |                                                                                    | - Offensive Kassanders in Thessalien gegen Demetrios - Pyrrhos wird von Kassander aus Epiros vertrieben                                                      |
| Frühjahr 301 v. Chr.                                                                   | - Seleukos kehrt aus dem Osten zurück und zieht nach Kleinasien zur Vereinigung mit Lysimachos - Ptolemaios annektiert Koilesyrien, kehrt aber nach Ägypten zurück                                                                                         |                                                                                    | - Demetrios setzt nach Kleinasien über zur Vereinigung mit seinem Vater - Pyrrhos schließt sich Demetrios an                                                 |
| Sommer 301 v. Chr.                                                                     | - Schlacht von Ipsos: Antigonos fällt, Seleukos annektiert Syrien und Kappadokien, Lysimachos annektiert den Hellespont, Phrygien und Ionien, Demetrios flieht                                                                                             |                                                                                    | |

## Zwischenzeit
| Zeit                 | Asien |  | Europa |
| -------------------- | --- |  | --- |
| Spätjahr 301 v. Chr. | - Demetrios ist Seekönig und schlägt Lysimachos aus Kilikien zurück - Mithridates Ktistes etabliert sich als Herrscher in der Pontosregion                             |  | - Zusammenbruch des Korinthischen Bundes - Parteikampf in Athen, Demetrios wird der Stadt verwiesen |
| 300 v. Chr.          | |  | - Demetrios greift den Chersonesos an - Lachares wird Tyrann in Athen |
| 299 v. Chr.          | - Konflikt zwischen Seleukos und Ptolemaios um Koilesyrien - Ptolemaios verbündet sich mit Lysimachos                                                                  |  | - Seesieg des Agathokles von Syrakus über Kassander |
| 298 v. Chr.          | - Seleukos verbündet sich mit Demetrios - Demetrios erobert Gaza und Samaria von Ptolemaios - Frieden zwischen Ptolemaios und Demetrios, der Pyrrhos als Geisel stellt |  | |
| 297 v. Chr.          | - Zipoites, Fürst von Bithynien, erhebt sich zum König |  | - Kassander stirbt |
| 296 v. Chr.          | |  | - Demetrios kehrt nach Griechenland zurück und erobert den Peloponnes - von Ptolemaios unterstützt gewinnt Pyrrhos die Herrschaft in Epiros zurück - in Makedonien stirbt Philipp IV.                                                                                           |
| 295 v. Chr.          | |  | - Rom schlägt die Samniten und ihre Bundesgenossen in der Schlacht von Sentinum |
| 294 v. Chr.          | - Lysimachos erobert Ephesos, Kilikien wird von Seleukos und Zypern von Ptolemaios annektiert                                                                          |  | - Demetrios zieht erneut in Athen ein, vertreibt Lachares und restauriert die Demokratie - Demetrios besiegt die Spartiaten bei Mantineia - Demetrios beseitigt Alexander V. und wird Herrscher in Makedonien                                                                   |
| 293 v. Chr.          | |  | - Lysimachos wird von den Geten gefangen genommen - Demetrios zieht gegen Thrakien |
| 292 v. Chr.          | |  | - Pyrrhos marschiert durch Thessalien an die Thermopylen - Gegenoffensive des Demetrios, der Böotien erobert und Epiros durchzieht |
| 291 v. Chr.          | |  | |
| 290 v. Chr.          | |  | - Demetrios erobert Theben und verbündet sich mit Agathokles von Syrakus gegen Pyrrhos - Rom verpflichtet die Samniten zur Heerfolge |
| 289 v. Chr.          | - Ptolemaios richtet in Alexandria den Kult des vergöttlichten Alexanders ein                                                                                          |  | - Demetrios durchzieht Aitolien, wird von Pyrrhos aber nach Makedonien zurückgeschlagen - die Rüstungen des Demetrios für einen Feldzug zur Eroberung Asiens provoziert eine Allianz von Pyrrhos, Lysimachos, Ptolemaios und Seleukos gegen ihn - Agathokles von Syrakus stirbt |

## Fünfter Diadochenkrieg
| Konstellation: Pyrrhos, Ptolemaios, Lysimachos, Seleukos versus Demetrios | |  | |
| Zeit                                                                      | Asien |  | Europa |
| 288 v. Chr.                                                               | |  | - Zweifrontenkrieg in Makedonien: Lysimachos greift den Osten und Pyrrhos den Westen an - Ptolemaios entsendet seine Flotte in die Ägäis - Demetrios’ Heer desertiert bei Beroia - Athen unter Olympiodoros erhebt sich gegen Demetrios - Demetrios verlässt Makedonien, landet in Attika und belagert Athen - Demetrios gibt die Belagerung Athens auf |
| 287 v. Chr.                                                               | - Demetrios wird von Prinz Agathokles nach Kilikien abgedrängt - Demetrios überwintert in Kataonien - Ptolemaios übernimmt Sidon und Tyros |  | - Demetrios ernennt seinen Sohn Antigonos Gonatas zu seinem Sachwalter in Europa und setzt nach Kleinasien über |
| 286 v. Chr.                                                               | - Demetrios’ Truppen desertieren zu Seleukos - Demetrios kapituliert gegenüber Seleukos und wird gefangen genommen                         |  | - Ptolemaios wird neuer Hegemon des Nesiotenbundes |

## Zwischenzeit
| Zeit        | Asien                                                                                     |  | Europa |
| ----------- | ----------------------------------------------------------------------------------------- |  | --- |
| 285 v. Chr. | - mit der Fertigstellung des Serapeum von Alexandria etabliert Ptolemaios den Serapiskult |  | - Pyrrhos und Antigonos Gonatas werden von Lysimachos geschlagen, der somit Makedonien annektiert                                                                            |
| 284 v. Chr. |                                                                                           |  | |
| 283 v. Chr. | - Demetrios stirbt in Gefangenschaft - Ptolemaios stirbt, Nachfolger wird Ptolemaios II.  |  | - Lysimachos exekutiert seinen Sohn Agathokles, dessen Anhänger zu Seleukos fliehen - Rom besiegt und unterwirft die Etrusker nach der zweiten Schlacht am Vadimonischen See |

## Sechster Diadochenkrieg
| Konstellation: Seleukos versus Lysimachos | |  |        |
| Zeit                                      | Asien |  | Europa |
| 282 v. Chr.                               | - Seleukos geht in Kleinasien gegen Lysimachos in die Offensive; Philetairos von Pergamon geht zu ihm über |  |        |
| Frühjahr 281 v. Chr.                      | - Schlacht von Kurupedion: Seleukos besiegt Lysimachos (†)                                                 |  |        |

## Nachhall
| Zeit        | Asien |  | Europa |
| ----------- | --- |  | --- |
| 281 v. Chr. | - Seleukos ist Herr von Asien und übergibt das „Seleukidenreich“ seinem Sohn Antiochos I., um nach Europa überzusetzen       |  | - Seleukos wird von Ptolemaios Keraunos ermordet, der die Macht in Makedonien übernimmt |
| 280 v. Chr. | |  | - Pyrrhos setzt nach Italien zum Kampf gegen Rom über |
| 279 v. Chr. | - Antigonos Gonatas verbündet sich mit Nikomedes I. von Bithynien gegen Antiochos I.                                         |  | - Ansturm der Kelten auf Griechenland: Ptolemaios Keraunos fällt; Kelten stoßen bis zu den Thermopylen vor - „Pyrrhussieg“ über Rom in der Schlacht bei Asculum - Rom verbündet sich mit Karthago |
| 278 v. Chr. | - Antigonos Gonatas tritt seine Städte in Kleinasien an Antiochos I. ab und wird im Gegenzug als König Makedoniens anerkannt |  | - Pyrrhos setzt nach Sizilien zum Kampf gegen Karthago über - Aitoler und Phoker besiegen die Kelten bei Delphi                                                                                   |
| 277 v. Chr. | |  | - Antigonos Gonatas besiegt die Kelten bei Lysimacheia und erhebt sich zum König von Makedonien                                                                                                   |